# Rapperswil SG
| SG ist das Kürzel für den Kanton St. Gallen in der Schweiz. Es wird verwendet, um Verwechslungen mit anderen Einträgen des Namens Rapperswil zu vermeiden. |

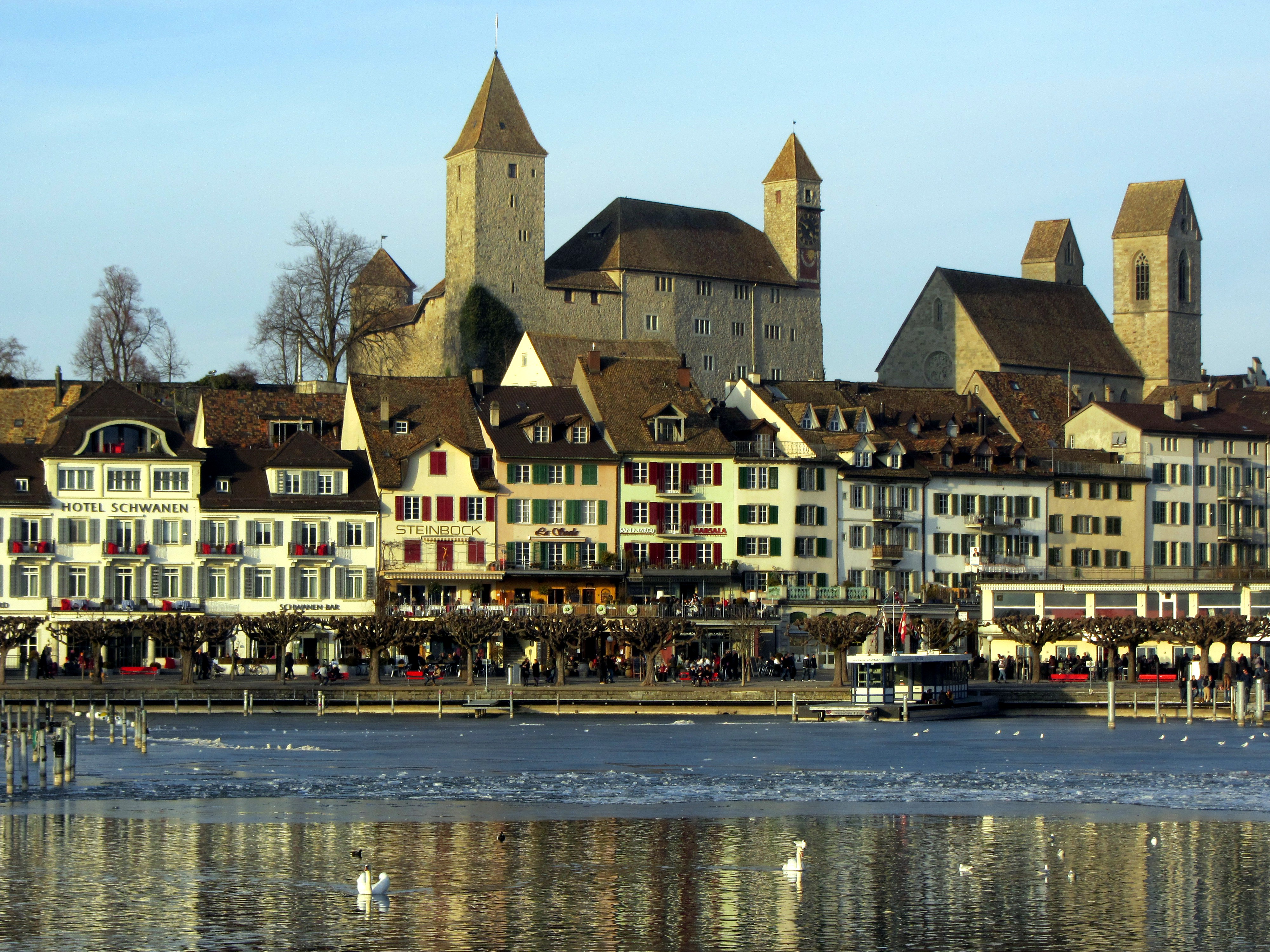
Gebäude am Hafen, im Hintergrund Schloss Rapperswil und rechts die Stadtpfarrkirche St. Johann

Rapperswil ist eine Stadt in der politischen Gemeinde Rapperswil-Jona im Südwesten des Schweizer Kantons St. Gallen. Rapperswil liegt am östlichen Ufer des Zürichsees. In Rapperswil beginnt der Seedamm nach Pfäffikon SZ. Beim Seedamm im Zürichsee findet sich ein Dreikantonseck (St. Gallen, Schwyz und Zürich) ().
Rapperswil ist als «Rosenstadt» bekannt. Im Wappen sind zwei rote Rosen zu sehen, und die Rosengärten in Rapperswil sind eine Attraktion für Besucher. Auch wegen der Lage am See, der Altstadt und Knies Kinderzoo ist Rapperswil ein beliebter Ausflugsort.

## Wappen
Das Stadtwappen zeigt auf silbernem Grund zwei rote Rosen mit goldenen Butzen und ebenfalls roten, entgegengeasteten Stielen. Es ist dem Dreirosenwappen der Rapperswiler Grafen nachempfunden. Rapperswil wird daher auch die «Rosenstadt» genannt.
Zur Entstehung der Wappen: Der Toggenburger Diethelm VI. soll zwischen 1180 und 1195 Guta von Rapperswil geheiratet und die Grafschaft Uznach sowie eine Rose aus dem Rapperswiler Wappen als Mitgift erhalten haben. Das alte Wappen der Freiherren von Rapperswil hatte drei Rosen, das Einrosenstädtchen Uznach führt noch heute eine Rose im Wappen.
Auf die Grafen von Rapperswil geht auch das Wappen von Altendorf zurück, das eine Rose zeigt.

Wappen von Uznach
Wappen von Altendorf
Wappen der Stadt Rapperswil
Wappen der Rapperswiler

Im Jahre 1512 erhielt die Stadt von Papst Julius II. eigens ein wertvolles Juliusbanner für die 1508–1510 im Grossen Pavier-Feldzug geleisteten Dienste zur Vertreibung der Franzosen. In diesem Banner wurden ebenfalls die beiden Rosen dargestellt, aber in Gold statt in Rot.
Die beiden roten Rosen aus dem Wappen von Rapperswil tauchen auch im ehemaligen Wappen von Jona auf, ebenso im neuen Wappen von Rapperswil-Jona.

## Geschichte

### Entwicklung des Tourismus

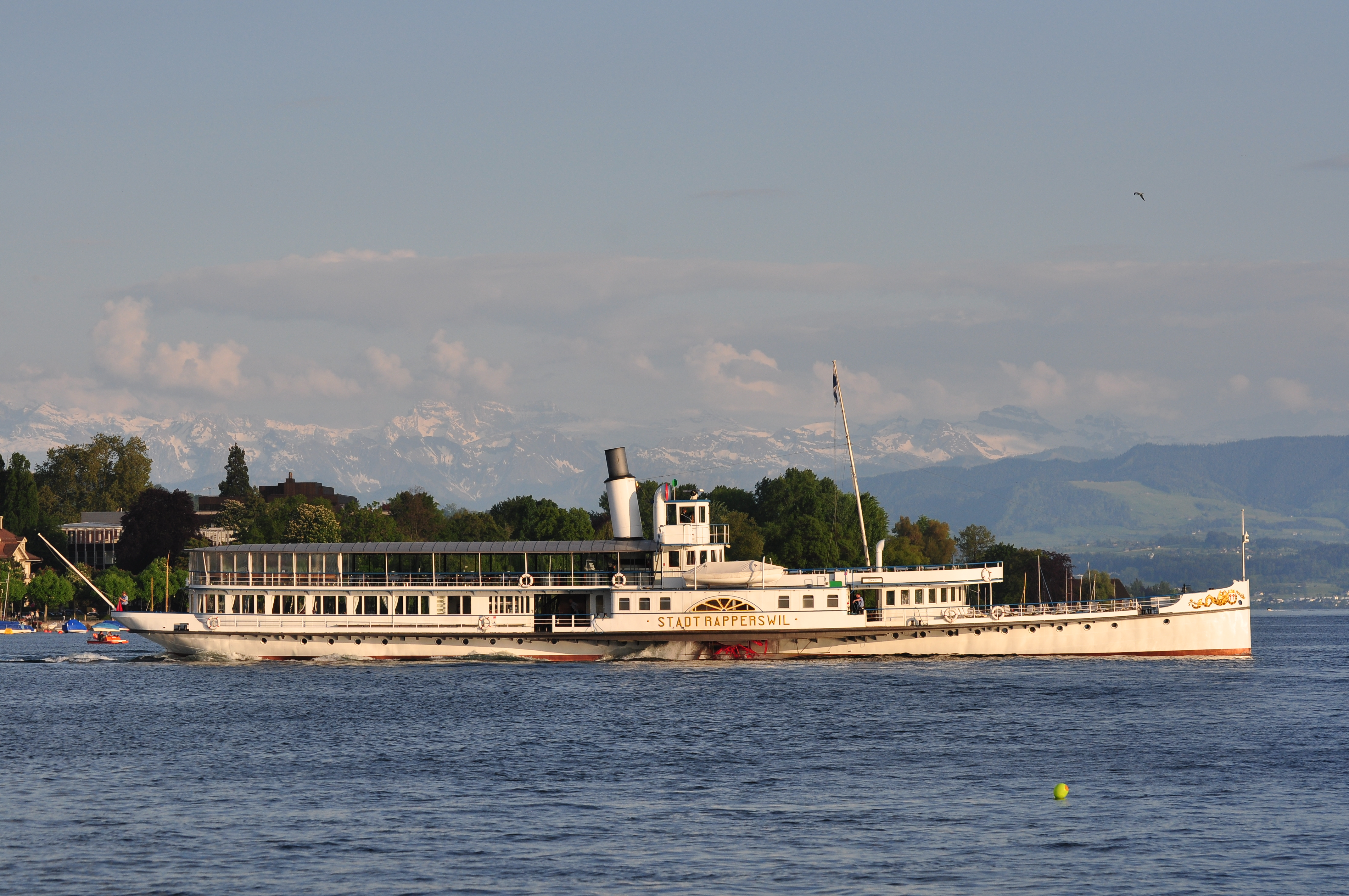
Der Schaufelraddampfer «Stadt Rapperswil»

Auslöser der touristischen Entwicklung war die Ankunft des ersten Dampfschiffs «Minerva» vor der Stadt Rapperswil am 29. Juli 1835.
Der Rorschacher Bürger Franz Carl Caspar, Gründer der «Dampfschiffahrtsgesellschaft für den Bodensee und Rhein», war auch daran interessiert, auf dem Zürichsee und dem Walensee die Dampfschifffahrt einzuführen, zusammen mit dem Schaffhauser Johann Jakob Lämmlin als technischem Fachmann. Die beiden Pioniere gründeten am 19. März 1834 die Gesellschaft «Caspar und Lämmlin, Unternehmer der Dampfschifffahrt auf dem Zürcher- und Walensee». Bei der Maschinenfabrik William Fairbairn in Manchester bestellten sie den ersten Zürichseedampfer namens «Minerva».
Im November 1834 verliess die «Minerva» die englische Ostküste und gelangte über die Nordsee und den Rhein nach Basel. Dort wurde sie zerlegt und mit fünf Fuhrwerken an den Zürichsee transportiert.
Aus dieser ersten touristischen Erschliessung des Zürichseegebiets entstand die heutige Zürichsee-Schifffahrtsgesellschaft (ZSG, seit 1957), deren Flotte aus insgesamt 17 Schiffen (Stand 2007) auf dem Zürichsee, dem Obersee und auf der durch die Stadt Zürich führenden Limmat den fahrplanmässigen, ganzjährigen Personenverkehr garantiert.
Auf den Kursschiffen sind die üblichen ZVV-Zonenbillette gültig, dies schliesst auch den Personentransport bei der selbständig auftretenden ZSG-Limmatschifffahrt und der eigenständigen Zürichsee-Fähre Horgen–Meilen ein.
Mit dem ersten Dampfschiffverkehr einher ging der Bau der seeseitigen Gasthöfe «Schwanen», «Steinbock», «Schwert», «Bellevue», «Anker» und «Du Lac».
Zur Steigerung des Tourismus und zur Erstellung von Quaianlagen wurde 1867 der «Einwohnerverein» gegründet, danach folgten «Verschönerungsverein» (1886) und «Verkehrsverein» (1892), die sich 1892 zusammenschlossen. Die 1886 begonnene Anlage der «Bühler-Allee» um das Kapuzinerkloster und den Burghügel ist der Initiative von Johann Heinrich Bühler-Honegger zu verdanken, der Industrieller, Gründungsmitglied der Südostbahn, Nationalrat und seinerzeit wichtigster Steuerzahler der Stadt war.

### Eisenbahn
Bereits 1859 verkehrte die erste Dampfeisenbahn in Rapperswil – als Knotenpunkt der Bahnlinien von Rapperswil nach Rüti und von Rapperswil nach Schmerikon. Drehscheibe und Kräne ermöglichten ab 1859 den Güterumschlag auf die Schiffe am Fischmarktplatz.
Die beiden Bahnlinien links und rechts des Zürichsees entstanden erst 1875 respektive 1894.
Rapperswil ist seit 1877 ein wichtiger Knotenpunkt der heutigen Südostbahn (SOB). 1877 wurde die erste der beiden Vorläuferinnen der «alten» Südostbahn gegründet, die Wädenswil-Einsiedeln-Bahn (WE). Bereits 1878 folgte die Zürichsee–Gotthardbahn (ZGB), die die Bahnstrecke über den gleichzeitig eröffneten Seedamm von Rapperswil errichtete.
Am 1. Januar 1890 entstand die Schweizerische Südostbahn mit Sitz in Wädenswil durch die Fusion der WE und der ZGB. Das Streckennetz umfasste auch die Strecke Rapperswil–Pfäffikon SZ. Im Jahr 1891 wurde die Verbindung zur Gotthardbahn eröffnet und damit auch die Seedammlinie mit dem Stammnetz der SOB verbunden. Ab 1913 gab eine Eisenbahner-Wohnbaugenossenschaft.

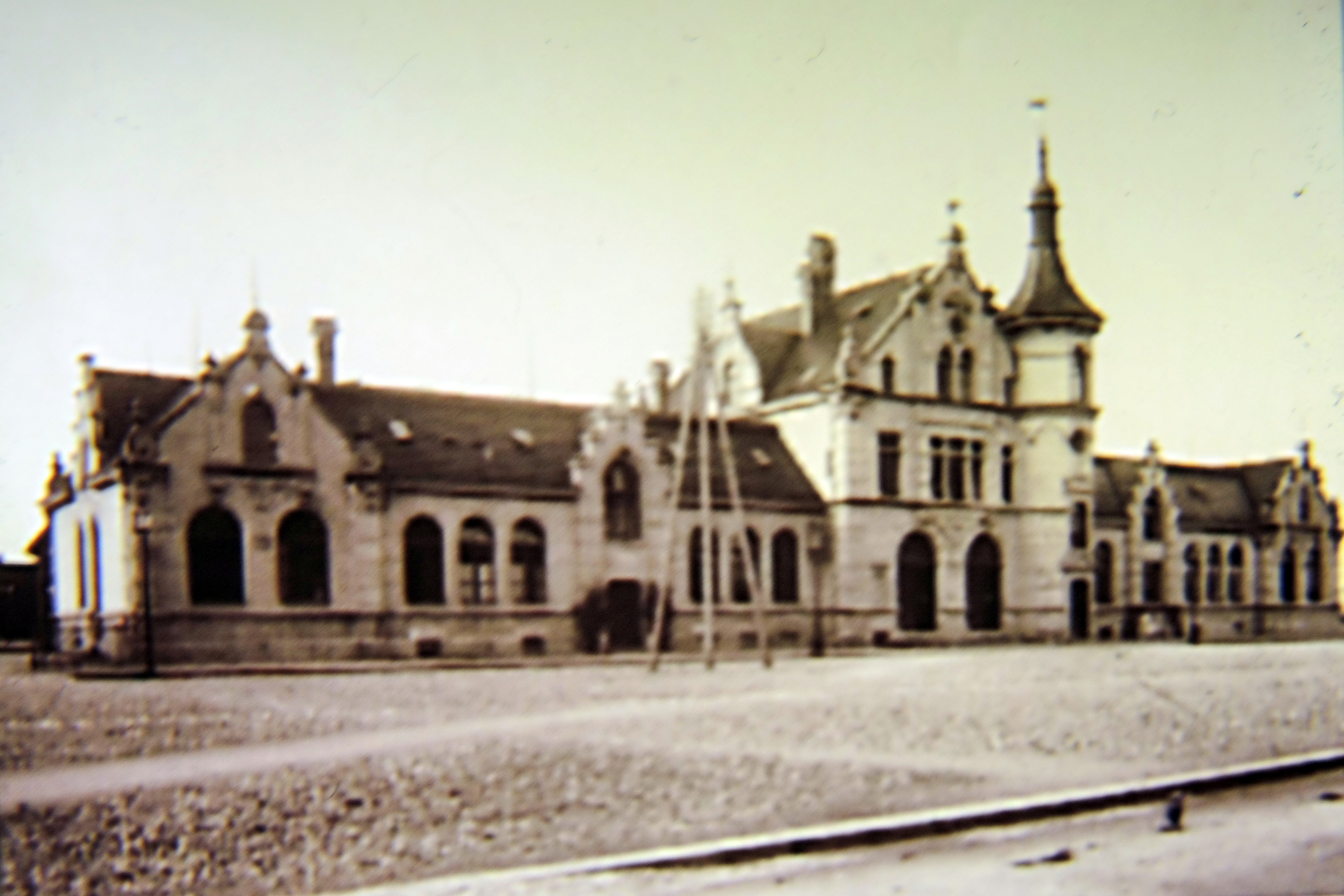
Bahnhof Rapperswil, Fotografie um 1895. Zentralbibliothek Zürich, Graph. Sammlung.

Der legendäre Arlberg-Orient-Express fuhr von 1931 bis 1939 von Bukarest, Budapest, Wien über Rapperswil nach Zürich und weiter nach Basel, Paris und Calais, allerdings ohne planmässigen Halt.
Wegen der verschiedenen Berührungspunkte arbeiteten sowohl die BT als auch die SOB schon früh mit den SBB zusammen. Die durchgehenden Züge von Romanshorn über Rapperswil und Arth-Goldau nach Luzern wurden bereits vor dem Zweiten Weltkrieg gemeinsam betrieben und werden seit 1992 unter dem Namen Voralpen-Express geführt.
Das heutige Bahnhofsgebäude des Bahnhofes Rapperswil im Stil der Neurenaissance wurde 1894–1895 nach den Plänen von Architekt Karl August Hiller erbaut.
Jona erhielt seinen Anschluss an die Bahn sehr spät. Zwar wurde eine erste, völlig abgelegene, Bahnstation 1910 zwischen Bollingen und Wurmsbach an der Bahnstrecke Rapperswil–Ziegelbrücke erstellt, als in der Folge des Baus der Rickenbahn diese in der Streckenmitte mit einer Kreuzungsstation ausgerüstet werden musste. Der Verkehr wickelte sich jedoch fast ausschliesslich über den zentral gelegenen Bahnhof Rapperswil ab. Erst 1979 erhielt Jona zwei SBB-Haltestellen: Jona-Dorf (Rapperswil–Uster–Zürich) und Kempraten (Rapperswil–Meilen–Zürich). Etwas später kam die Haltestelle Blumenau dazu (Rapperswil–Uznach). Beim Fahrplanwechsel 2004 wurde die Station Bollingen stillgelegt und wird seither als automatische Kreuzungsstation ohne fahrplanmässigen Halt betrieben.

### Bevölkerungsentwicklung
| Jahr      | 1850 | 1900 | 1950 | 1970 | 2000 | 2006 |
| Einwohner | 1954 | 3414 | 5597 | 8713 | 7421 | 7601 |

### Fusion mit Jona

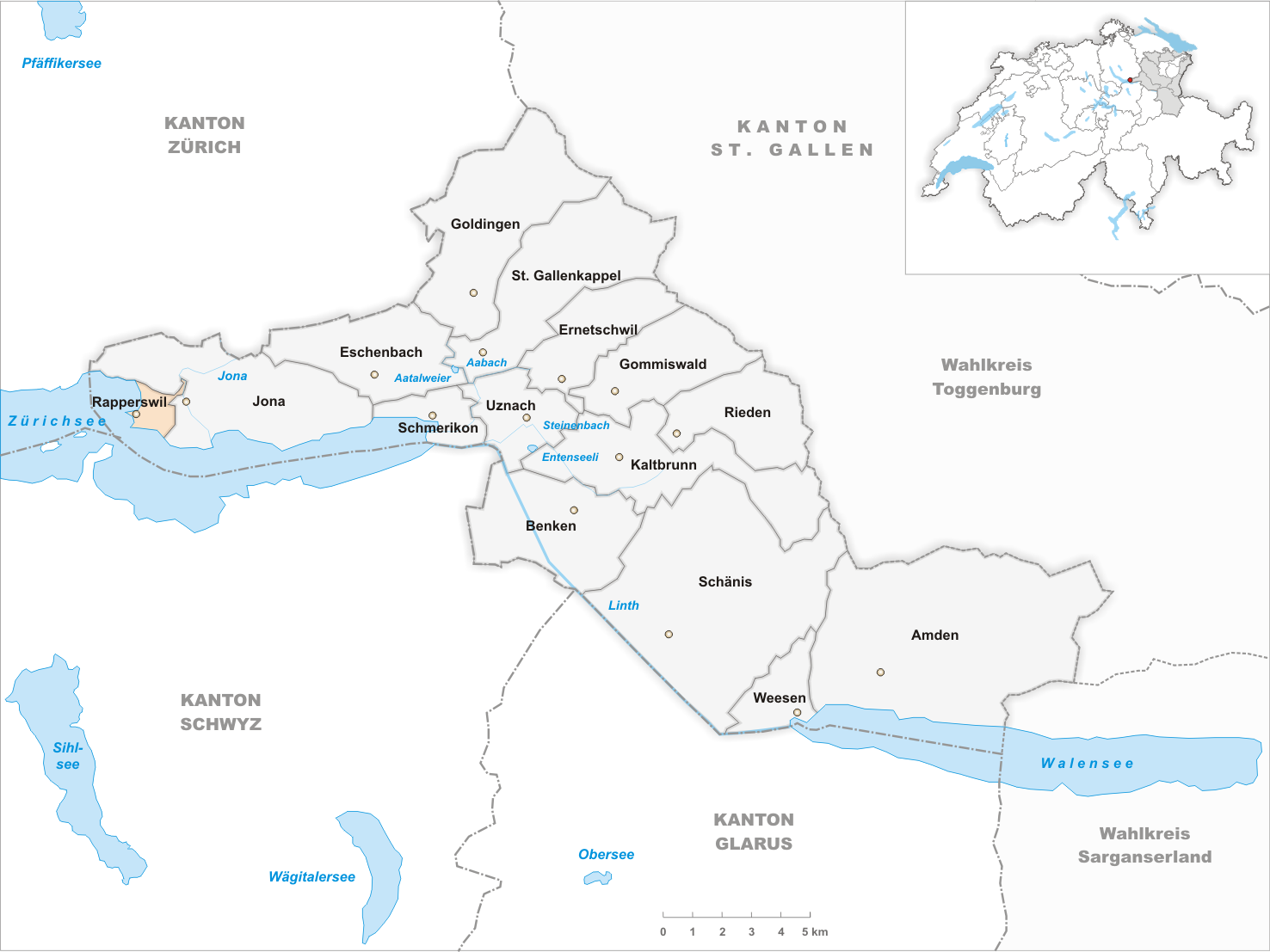
Gemeindestand vor der Fusion am 1. Januar 2007

Wohnbevölkerung und Wirtschaft von Rapperswil konnten sich auf Grund der räumlichen Begrenzung auf gerade nur 1,72 km² Stadtgebiet nur sehr beschränkt entwickeln, und Rapperswil war mit dem flächenmässig zwölfmal grösseren Jona im Verlauf des späten 20. Jahrhunderts baulich zusammengewachsen. Die Grenze verlief fliessend und war aus der Luft kaum auszumachen.
Nach früheren erfolglosen Versuchen bejahte die Bevölkerung 2003 an einer Volksabstimmung eine Fusion der Gemeinden Rapperswil (2001: 7400 Einwohner; Ja-Anteil 82 %) und Jona (2001: 17'100 Einwohner; Ja-Anteil 52 %). Die Fusion zur Gemeinde Rapperswil-Jona fand am 1. Januar 2007 statt. Der Fusionsvertrag wurde im Frühling 2005 von der Bevölkerung beider Gemeinden angenommen. Rapperswil und Jona haben heute zusammengenommen 25'200 Einwohner. Rapperswil-Jona ist somit nach der Stadt St. Gallen die zweitgrösste Gemeinde des Kantons.

## Sehenswürdigkeiten (Auswahl)
Nachstehend sind nur einige der zahlreichen Rapperswiler Sehenswürdigkeiten kurz erwähnt:

### Schloss Rapperswil

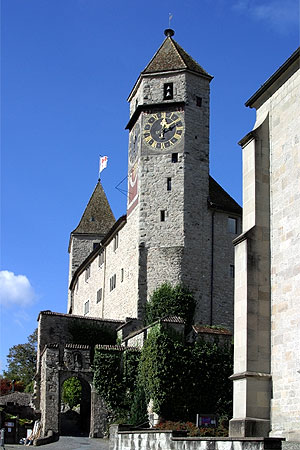
Schloss Rapperswil, der Zeitturm und das doppelte Tor

Schloss Rapperswil, auf einem felsigen weit in den Zürichsee reichenden Sporn zwischen 1220 und 1230 errichtet, ist von drei Seiten von Wasser umgeben und war so während Jahrhunderten bestens geschützt. Weithin mit seinen hohen Türmen sichtbar, dominiert es das Stadtbild der darunter liegenden Altstadt des Städtchens Rapperswil.
Von seinem neuen Platz aus konnte der kurz darauf zum Graf ernannte Rudolf die Wasserstrasse von Zürich Richtung Bündnerpässe sowie die Pilgerströme zum Kloster Einsiedeln und den Querverkehr über die Seeenge beim Seedamm von Rapperswil überwachen.
Das heutige Schloss bildet ein fast gleichseitiges Dreieck, wobei jede Ecke mit einem Turm verstärkt ist. Der höchste Turm im Südwesten wird Bergfried oder auch Gügeliturm genannt und war lange Zeit der Sitz des Hochwächters. Der fünfeckige Zeitturm im Osten beherbergt drei Glocken, und neben einer Sonnenuhr zeigen zwei grosse Zifferblätter die Uhrzeit an. Zwischen diesen beiden Türmen befindet sich in südöstlicher Lage das wuchtige Schlossgebäude. Daneben führen von den beiden Ecktürmen Wehrgänge zum dritten Turm im Nordwesten, dem Pulverturm.
Auf der Burgterrasse, dem Lindenhof, befindet sich seit 1868 die polnische Freiheitssäule, als Zeichen der schweizerischen Verbundenheit mit Völkern, die um ihre Freiheit ringen. Die Terrasse gewährt zudem einen beeindruckenden Ausblick auf die Altstadt, den Zürichsee, auf den Seedamm und die in der Ferne liegenden Alpen. Auf der Nordseite zieht sich ein betreuter Hirschpark mit 10–15 Damhirschen hinunter gegen den See, welcher an die Sage der Stadtgründung erinnern soll.
Im Schloss befindet sich ein Restaurant, das die Gäste zu besonderen Anlässen auch im kleinen Rittersaal bewirtet.

### Altstadt
In der Altstadt stehen zahlreiche sehenswerte Gebäude, beispielsweise die Stadtpfarrkirche St. Johann und das Rathaus. Ferner sind Reste der Stadtbefestigung von Rapperswil erhalten.

### Fischmarktplatz und Hafen

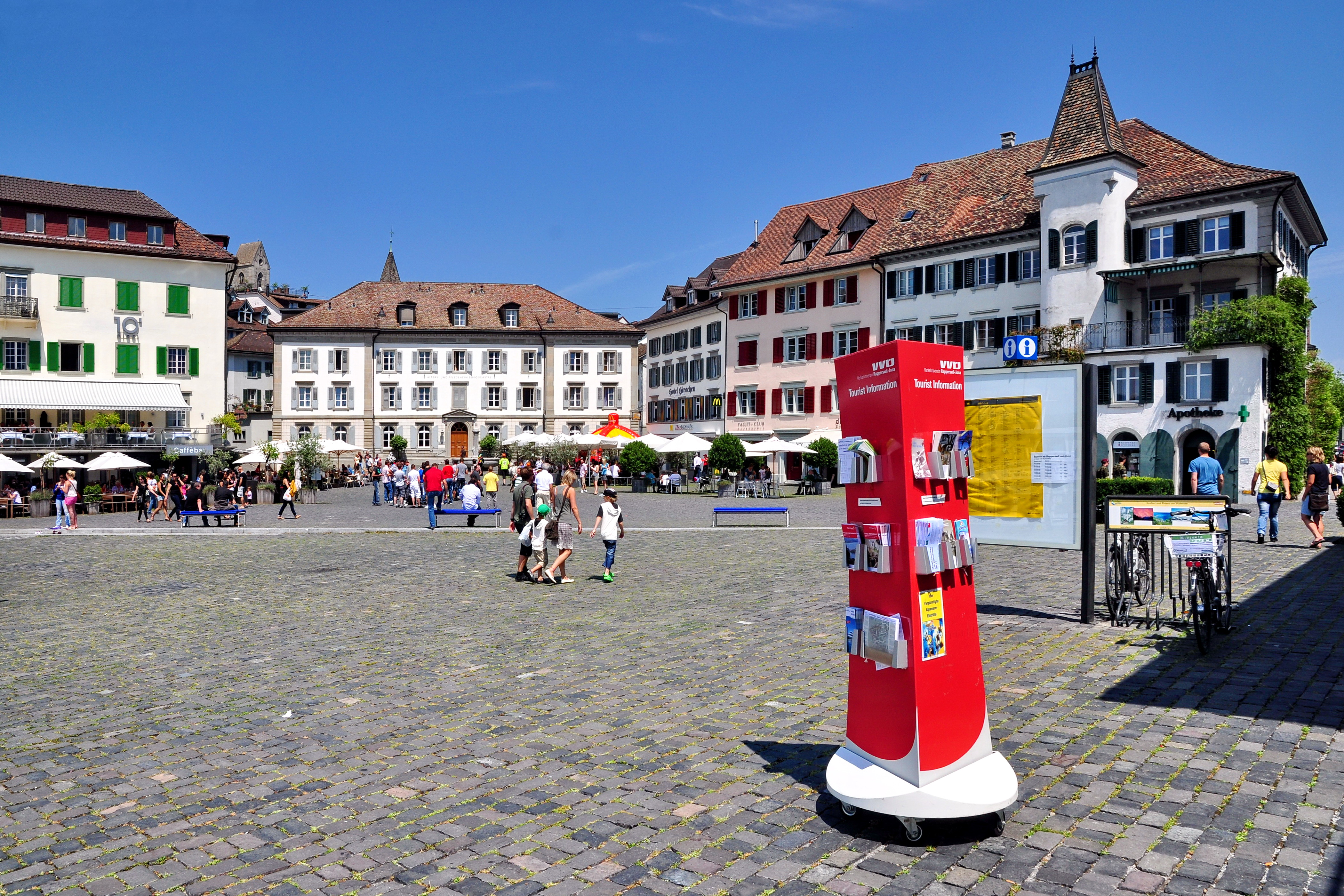
Der Fischmarktplatz

Der offene Fischmarktplatz und die Anlagen am See mit den zahlreichen Gasthöfen, Restaurants und Bars sind mit dem aufkommenden Tourismus nach 1834 entstanden. An der Stelle des heutigen Fischmarktplatzes befand sich bis 1837 der mittelalterliche befestigte «innere Hafen», der zusammen mit dem überwiegenden Teil der Stadtbefestigung ab 1834 geschleift wurde. Noch bis 1859 (Inbetriebnahme des steinernen Seedamms und der Bahnlinie) führte der Holzsteg von Hurden zum ehemaligen südlichen Brückentor beim damaligen Fischmarkt. Der Verkehr, mehrheitlich Kaufleute und Pilger, durch die Stadt Rapperswil verlief bis in die 1830er Jahre vom östlichen Halstor über den Hauptplatz durch die Fischmarktstrasse zum befestigten Tor am Fischmarkt (Gasthöfe «Hecht» und «Hirschen»). Das Südtor am heutigen Übergang vom Fischmarktplatz zur Seedammstrasse war die Hauptpassage zum Holzsteg nach Hurden. Befestigungsmauern schützten bis 1834 den inneren Hafen, der im Bereich des heutigen Parkhauses lag und wiederum durch das hölzerne Fallgatter im 1610 ausgebauten Schutzgatterturm die Schiffszufahrt sperrte.
Die Quaianlagen am Seehafen unterstützte der Schirmfabrikant August Baumann. 1913 bis 1964 zierte eine sehr beliebte Pergola den Fischmarktplatz; heute bildet er die Deckfläche des 1996 fertiggestellten unterirdischen Parkhauses und Lokals des Verkehrsvereins. Die nordöstliche Achse des Fischmarktplatzes bestimmen seit 1844 der klassizistische Spitalbau von Felix Wilhelm Kubly, das heutige Altersheim anstelle des mittelalterlichen Heilig-Geist-Spitals und seit 1845 der Schalenbrunnen aus Solothurner Jurastein.
Der Schleifung von Stadtmauern und Toren folgten die Aufschüttung des inneren Hafens und die Erstellung des neuen äusseren Hafens mit zwei markanten Wellenbrechern. Bis zu jenem Zeitpunkt reichte der Zürichsee bis an die Stadtmauern, die sich über den Fischmarktplatz an der heutigen Häuserfront mit den Hotels und Restaurants bis zum Endingerhorn (Kapuzinerkloster) erstreckten.

### Rosengärten

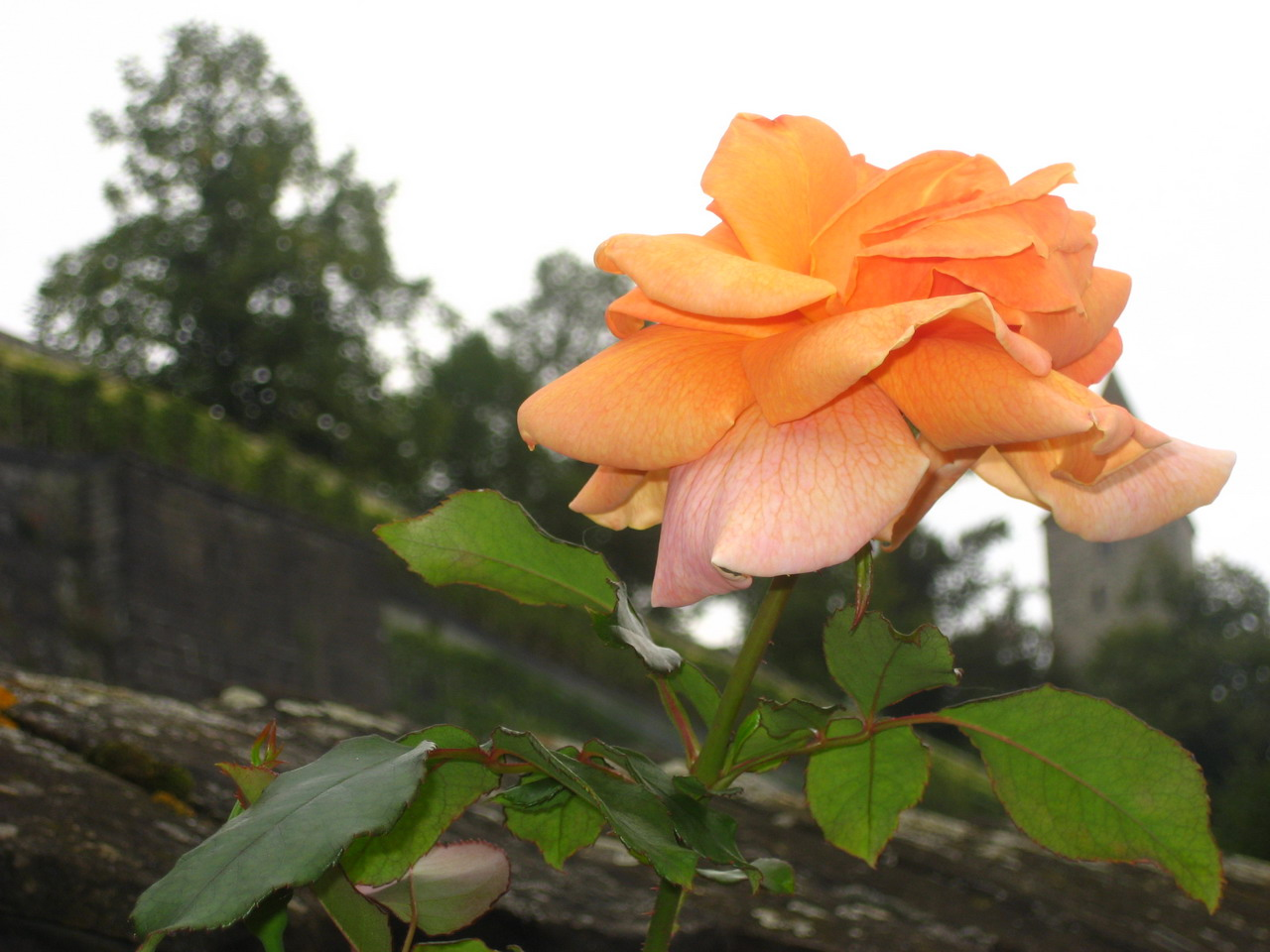
Rose im Rosengarten Kapuzinerkloster

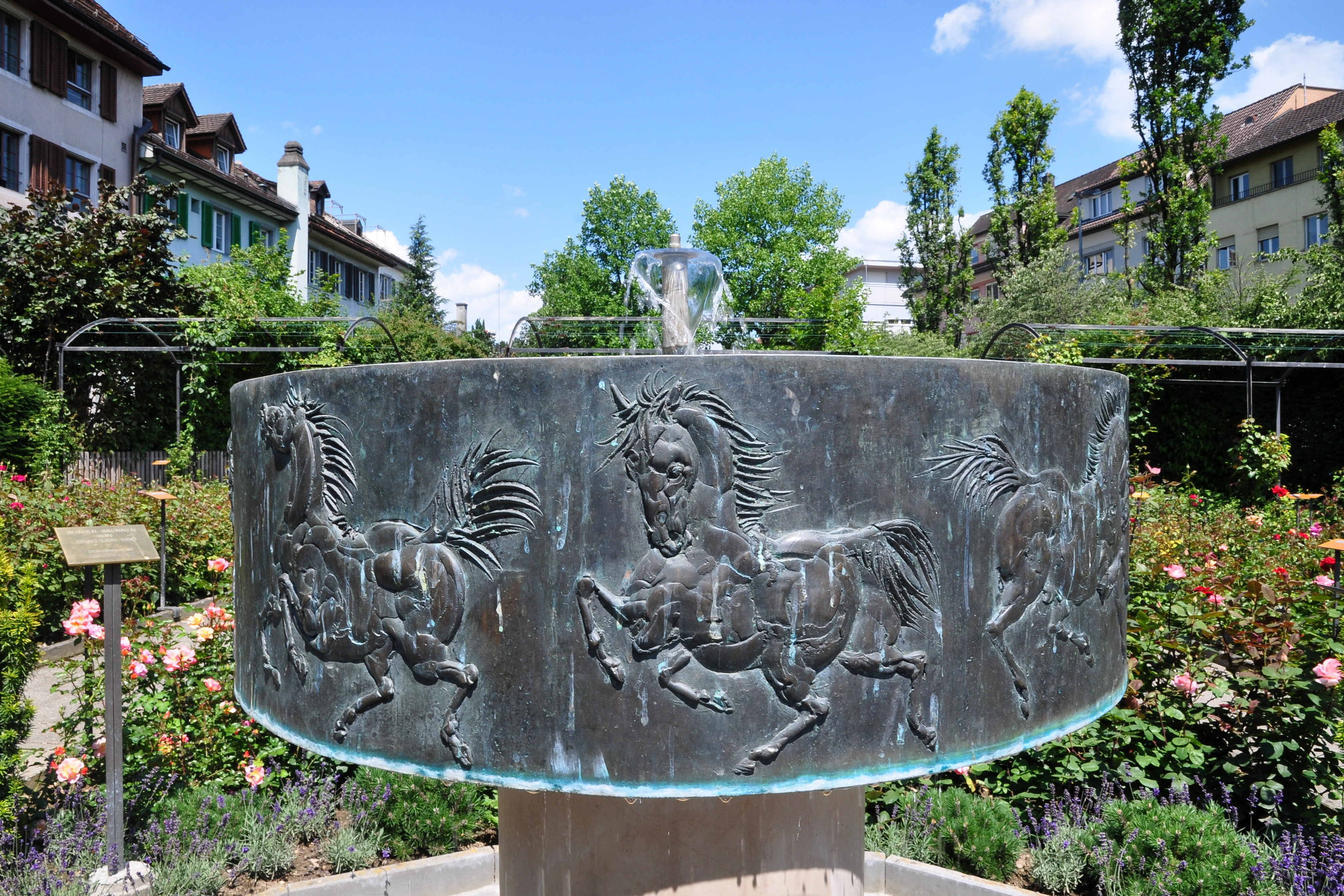
Duftrosengarten, Zierbrunnen von Hans Erni

1913 liess der «Verkehrs- und Verschönerungsverein Rapperswil und Umgebung» die Rosenanlagen (Pergola) am Seehafen einrichten sowie weitere Anpflanzungen am Seehafen Anfang der 1920er Jahre und an Strassen und Plätzen, sofern dies in der dicht bebauten Rapperswiler Altstadt noch möglich war. Rosengärten im eigentlichen Sinn folgten um 1965 unter anderem im ehemaligen Obstgarten des Kapuzinerklosters, auf Initiative des Verkehrsvereins respektive von Dietrich Woessener, Gründer (1959) und Ehrenpräsident der «Gesellschaft Schweizerischer Rosenfreunde». Er soll die Rosensorten ausgewählt und die meisten Rosen eigenhändig gepflanzt haben.
Eine landesübergreifende Besonderheit ist der Duftrosengarten für Sehbehinderte auf dem unterirdischen Parkhaus Schanz, basierend auf einer Idee von Hans Rathgeb, Auftragsvergabe durch den Verkehrsverein Rapperswil-Jona. Am 20. Oktober 1984 pflanzten 75 Freiwillige unter der Leitung von Dietrich Woessener 1664 Rosenstöcke von 58 Duftsorten an. Drei Parzellen wurden von zwei privaten Gönnern und zwei Firmen zur Verfügung gestellt, die Stadt Rapperswil ist für den Unterhalt des Duftrosengartens verantwortlich.
Die heute rund 1522 Rosen aus 75 Duftsorten sind durchgehend mit Braille- und Normalschrift beschildert. Ausgewählt wurden 33 Sorten Busch-, 20 Kletter- und 6 Strauchrosen, die einen besonders starken Duft ausströmen.
Hans Erni schuf einen für Sehbehinderte konzipierten Zierbrunnen, finanziert vom Circus Knie.
Zwischen Juni und Oktober erblühen insgesamt rund 15'000 Edelrosen, Polyantha- und Strauchrosen in den Gärten und Gassen in und um die Altstadt.

## Kultur

### Museen
Das Stadtmuseum Rapperswil-Jona ist im historischen Gebäudekomplex Breny-Haus und Breny-Turm untergebracht. Sammlungsschwerpunkte des Museums sind prähistorische und römische Grabungsfunde vom Seegelände und aus Rapperswil/Kempraten, mittelalterliche Wappensteine der Stadt Rapperswil, sakrale Goldschmiedekunst und eine spätgotische Wohndiele im Breny-Haus. Der Zwischentrakt (Stadtmauer) beherbergt die Wohnräume Breny, die Göldlin-Stube mit Antikenbildnissen aus der Renaissance, das Curti-Zimmer der gleichnamigen Rapperswiler Seidenhändler aus dem 15. Jahrhundert und das Greith-Zimmer. Im Breny-Turm untergebracht sind ein Stadtmodell, Informationen zur Stadtgeschichte und Stadtbefestigung sowie Beispiele des mittelalterlichen Rapperswiler Gewerbes, wie Waffen, Apotheke, Schuhmacher-Werkstatt und Ofenkeramik.

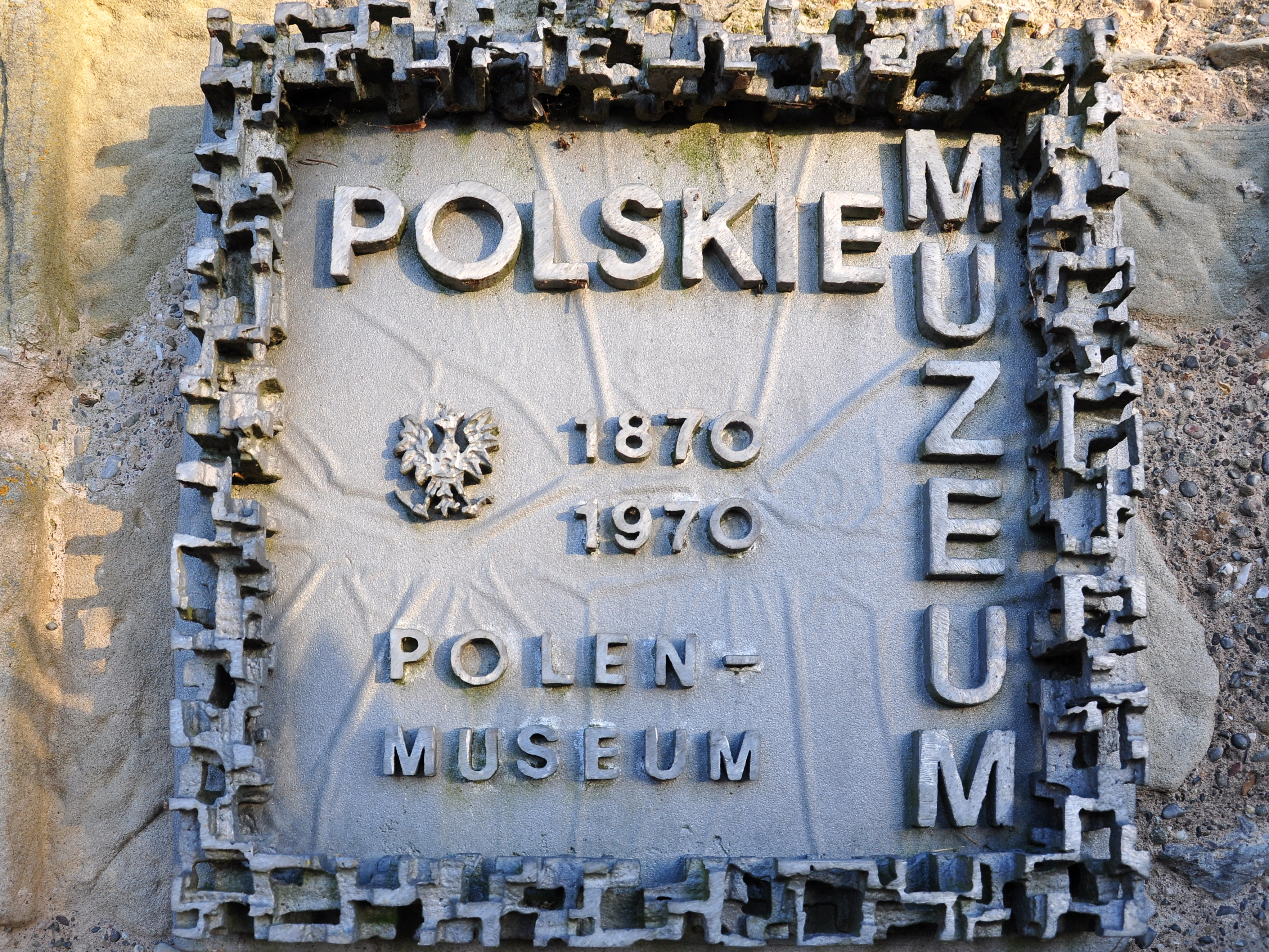
Schloss Rapperswil, Polnisches National-Museum

Das Polenmuseum Rapperswil ist eine historische Besonderheit. Zwischen 1870 und 1927 befand sich das Polnische National-Museum im Schloss Rapperswil. Nach dessen Verlegung nach Polen blieb das Schloss leer. In der Zeit von 1936 bis 1952 wurden die Räume des Schlosses ein zweites Mal für ein Museum des zeitgenössischen Polen genutzt. 1952 wurde die Sammlung des Museums wiederum nach Polen transportiert, das Schloss beherbergte dann das internationale Burgenforschungsinstitut und zwischen 1962 und 1975 das Schweizerische Burgenmuseum. Nach einer Renovation im Jahr 1975 befand sich bis 2022 zum dritten Mal ein polnisches Museum im Schloss. Das Polenmuseum soll im ehemaligen Hotel Schwanen neu eröffnet werden.

### Circus Knie
Der seit 1919 in Rapperswil ansässige Circus Knie gilt als Schweizer Nationalzirkus. Knies Kinderzoo wurde 1962 eröffnet.

### Musikfestival
Seit 1999 findet in der Rapperswiler Altstadt das über drei Tage andauernde Blues’n’jazz-Festival statt. Dieses hat sich mit jährlich 35'000 bis 40'000 Besuchern zu einer der grössten Kulturveranstaltungen der Obersee-Region entwickelt.

## Schulen
Die Hochschule für Technik Rapperswil ging im Jahr 2020 in der OST – Ostschweizer Fachhochschule auf. Es gibt Sekundarschulen in Bollwies, Burgerau und Weiden, Realschulen in der Kreuzstrasse und Rain sowie die Primarschulen Hanfländer, Bollwies, Schachen, Herrenberg, Weiden und Lenggis.

## Sport
In Rapperswil ist der Eishockey National League Club SC Rapperswil-Jona Lakers zu Hause. Der Club spielte ab dem Aufstieg 1994 in der höchsten Schweizer Hockeyliga, bis der Verein in der Saison 2014/15 in die Nationalliga B abstieg. 2018 stieg der Verein wieder in die Nationalliga A auf. Ebenfalls in Rapperswil-Jona spielt der einheimische FCRJ. Der Fussballverein wurde 1928 gegründet. Die 1. Mannschaft spielt in der Gruppe 3 der 1. Liga (vierthöchste Spielklasse).

## Persönlichkeiten
Zu den bedeutenden Persönlichkeiten, die mit Rapperswil-Jona verbunden sind, gehören Johann Heinrich Bühler-Honegger, Industrieller und Nationalrat, der massgeblich zur Entwicklung der Stadt beigetragen hat, sowie Mitglieder der Familie Knie, Gründer des Circus Knie.